# Zapruddea, Rokîtne
Zapruddea (în ucraineană Запруддя) este o comună în raionul Rokîtne, regiunea Kiev, Ucraina, formată numai din satul de reședință.

## Demografie
Componența lingvistică a comunei Zapruddea
     Ucraineană (99,54%)
     Alte limbi (0,46%)
Conform recensământului din 2001, majoritatea populației comunei Zapruddea era vorbitoare de ucraineană (99,54%), existând în minoritate și vorbitori de alte limbi.